# Sky High (film, 2003)
Pour les articles homonymes, voir Sky High.
Pour plus de détails, voir Fiche technique et Distribution.
Sky High est un film japonais réalisé par Ryūhei Kitamura, sorti en 2001.

## Synopsis
Des meurtres étranges sont perpétrés sur des jeunes filles qui sont retrouvées mortes, le cœur arraché. L'inspecteur qui est chargé de l'enquête voit sa fiancée mourir sous ses yeux pendant la cérémonie de mariage, le cœur arraché. Mina, la marié, se retrouve alors devant la porte qui sépare le monde des morts de celui des vivants, où la gardienne de la porte lui propose trois choix : tout oublier et se rendre au paradis avant de se réincarner, ne pas accepter sa mort et hanter le monde des vivants, ou alors retourner sur terre afin de se venger et ainsi tuer la personne qui l'a assassinée mais finir en enfer le reste de l'éternité.

## Fiche technique
- Titre : Sky High
- Réalisation : Ryūhei Kitamura
- Scénario : Isao Kiriyama, d'après le manga de Tsutomu Takahashi
- Production : Hitoshi Endo, Hiroshi Deme, Ikuei Yokochi, Yokichi Osato, Hiroshi Hayakawa, Shinya Kawai et Junichi Kimura
- Musique : Nobuhiko Morino et Daisuke Yano
- Photographie : Takumi Furuya
- Montage : Shuichi Kakesu
- Direction artistique : Hidefumi Hanatani
- Costumes : Junko Kobayashi
- Pays d'origine : Japon
- Langue : Japonais
- Format : Couleurs - 1,85:1 - Dolby Digital - 35 mm
- Genre : Action, fantastique
- Durée : 122 minutes
- Date de sortie : 5 décembre 2001 (Japon)

## Distribution
- Yumiko Shaku : Mina
- Takao Ōsawa : Kudo Tatsuya
- Shōsuke Tanihara : Kanzaki Kouhei
- Eihi Shiina : Izuko
- Kanae Uotani : Rei
- Miko Yamada : Itou Maya

## Autour du film
- Chronologiquement, il y eut tout d'abord un manga Sky High, de Tsutomu Takahashi, suivi d'un drama en deux saisons (dix et neuf épisodes, diffusés sur TV Asahi), ainsi que le film, qui est une préquelle à la série nous montrant les origines d'Izuko.